# El Campesino
El Campesino är en ort i Mexiko.   Den ligger i kommunen Guasave och delstaten Sinaloa, i den västra delen av landet, 1 200 km nordväst om huvudstaden Mexico City. El Campesino ligger 16 meter över havet och antalet invånare är 839.
Terrängen runt El Campesino är mycket platt. Runt El Campesino är det ganska tätbefolkat, med 100 invånare per kvadratkilometer. Närmaste större samhälle är Leyva Solano, 6,2 km sydost om El Campesino. Trakten runt El Campesino består till största delen av jordbruksmark.